# Schlacht bei Gisors
Die Schlacht bei Gisors (auch Schlacht von Courcelles-lès-Gisors genannt) war ein militärischer Zusammenstoß im mittelalterlichen Frankreich zwischen dem französischen König Philipp II. und seinem langjährigen Kontrahenten, dem englischen König Richard Löwenherz. Die Schlacht fand am 28. September 1198 zwischen Courcelles und Gisors (Département Eure) statt.

## Vorgeschichte
Seit seiner frühzeitigen Rückkehr vom Dritten Kreuzzug 1191 war Frankreichs König Philipp II. darin engagiert, den Herrschaftsraum Richards und dessen Plantagenet-Dynastie, der mehr als die Hälfte des Territoriums von Frankreich einnahm (siehe: Angevinisches Reich), zu zerschlagen. Neben dem Umstand, dass der englische König Richard Löwenherz durch Kaiser Heinrich VI. gefangen gehalten wurde, nutzte Philipp dabei vor allem die inneren Zwistigkeiten der Plantagenets sowie die Bestrebung derer Vasallen, sich von den Plantagenets zu emanzipieren, aus. In diesen Jahren eroberte Philipp mehrere Burgen und annektierte Territorien Richards, darunter auch das seit Generationen umstrittene Vexin, welches mit der Einnahme der Burg von Gisors 1193 erfolgreich unter die Kontrolle der französischen Krone kam.
Nachdem Richard aus seiner Gefangenschaft freigekauft worden war, nahm er 1194 den Kampf gegen Philipp auf und verbündete sich dafür mit dem Grafen Balduin IX. von Flandern, der sich ebenfalls im Streit mit König Philipp um die Herrschaft über das Artois befand. Im selben Jahr wehrte Richard einen Angriff Philipps auf das Vendômois bei Fréteval (Loir-et-Cher) ab und zog darauf in die Normandie, wo er von Philipp besetzte Burgen schrittweise zurückeroberte.
Weil Richard im Vexin die Burgen von Courcelles und Burris eingenommen hatte, entschloss sich Philipp zu einem erneuten Angriff auf seinen Rivalen und führte sein Heer von Mantes aus in das Vexin. Als Richard davon unterrichtet wurde, ließ er sein Heer, mit dem er sich auf den Weg in das Anjou befand, wenden, um Philipp auf einem Feld zwischen Courcelles und Gisors zu stellen.

## Der Kampf
Der Ablauf der Schlacht ist durch den englischen Chronisten Roger von Hoveden überliefert, der seine Informationen aus einem Brief König Richards an den Bischof von Durham bezog. Demnach gelang es Richard, das feindliche Heer trotz eigener Unterzahl zu schlagen. Richard selbst soll mit einer einzigen Lanze Philipps Ritter Mathieu de Montmorency-Marly, Alain de Roucy und Fulk de Gilerval aus ihren Sätteln gehoben haben, König Philipp floh mit seinem restlichen Heer nach Gisors. Als er vor der Stadt eine Holzbrücke über die Epte überqueren wollte, brach diese unter der Last der gepanzerten Reiter zusammen, der König entging nur knapp dem Tod, nachdem er „aus dem Fluss trinken konnte“.
Nach Hovden war der Sieg Löwenherz vollständig. Philipp II. von Frankreich verlor knapp ein Drittel seines Heeres in die Gefangenschaft Richards, darunter auch Mathieu de Montmorency (Mathieu I. de Marly).
Im Frankreich des 13. Jahrhunderts trat in den Erzählungen eines Ménestrels aus Reims eine französische Version des Kampfverlaufes auf. So sei das Heer Richard Löwenherz in der Überzahl gewesen und König Philipp habe erst nach dem Zureden des Ritters Alain de Roucy von einer persönlichen Teilnahme am Kampf abgesehen, um einer Gefangennahme durch Löwenherz zu entgehen. Stattdessen hätte Roucy in der Rüstung des Königs gekämpft, der selbst Zuflucht in der Burg von Gisors suchte.

## Folgen
Die Niederlage Philipps in der Schlacht bedeutete zugleich das Scheitern seiner Politik gegen Richard. In dem unter der Vermittlung des Erzbischofs von Canterbury geschlossenen Frieden beider Könige musste Philipp alle Eroberungen Richards diesem überlassen und ihn in seinem gesamten Besitz in Frankreich anerkennen, lediglich Gisors konnte Philipp behalten.
Der französische König konnte sein Vorgehen gegen die Plantagenets dennoch ein Jahr später wieder aufnehmen, nachdem Richard Löwenherz an einer durch einen Armbrustbolzen hervorgerufenen Wunde gestorben war.
Der vom englischen König Heinrich VI. (1422–1461) eingeführte Wahlspruch der britischen Monarchie geht auf die von Löwenherz am Tag der Schlacht von Gisors erlassene Parole „Dieu et mon droit“ (Gott und mein Recht) zurück. Löwenherz stellte damit heraus, dass der König von England einzig Gott gegenüber verantwortlich und keiner weltlichen Macht untergeordnet sei. In seinem Konflikt mit Philipp II. von Frankreich hatte dies den Hintergrund, dass der französische König versuchte, während der Gefangenschaft Richards eine Lehnshoheit der französischen über die englische Krone zu erwirken. Auch der Stellenwert des Lehnseides für England, den Richard als Bedingung für seine Freilassung gegenüber dem Kaiser einst abgelegt hatte, wurde damit entkräftet.